# Lista de condes e duques de Rethel
Esta é uma lista dos feudatários de Rethel. De início, eles usavam o título de Condes de Rethel tornando-se, em 1405, Pares de França. Em 1581 o condado foi erigido em ducado que, em 1663, se torna o ducado de Mazarin.

## Casa de Rethel
- ???? - após 989: Manassès I;
- após 989 - após 1026: Manassès II
- antes 1048 - 1081: Manassès III, filho do precedente;
- 1081 - 1118: Hugo I († 1118), filho do precedente;
- 1118 - 1124: Gervais († 1124), filho do precedente;[1]
- 1124-1151: Matilde († 1151), irmã do precedente

casou com Eudo de Vitry († 1158), que se segue.

## Casa de Rethel (Vitry)

Brasão dos condes de Rethel

- 1124-1158: Eudo de Vitry († 1158), precedente;
- 1158-1171: Ithier († 1171), filha dos precedentes;
- 1171-1199: Manassès IV (1158-1199), filho do precedente;
- 1199-1227: Hugo II († 1227), filho do precedente;
- 1227-1242: Hugo III († 1242), filho do precedente;
- 1242-1251: João († 1251), irmão do precedente;
- 1251-1262: Gaucher († 1262), irmão do precedente;
- 1262-1272: Manassès V († 1272), irmão do precente;
- 1272-1285: Hugo IV (1244-1285), filho do precedente;
- 1285-1328: Joana de Rethel, filha do precedente;

casou em 1290 com Luís I de Nevers, Conde de Nevers, que se segue.

## Casa de Dampierre
- 1290-1322: Luís I de Dampierre († 1322), Conde de Nevers e de Rethel, precedente;
- 1322-1346: Luís II († 1346), conde da Flandres, de Nevers e de Rethel, filho do precedente;
- 1346-1384: Luís III (1330-1384), conde da Flandres, de Artois, de Nevers e de Rethel, filho do precedente;
- 1384-1405: Margarida (1350-1405), condessa da Flandres, da Borgonha, de Artois, de Nevers e de Rethel, filha do precedente;

casou em primeiras núpcias em 1357 com Filipe I de Rouvres (1346-1361) duque da Borgonha;
casou em segundas núpcias em 1369 com Filipe II o Ousado (1342-1404), duque da Borgonha.

## Casa de Borgonha
- 1405-1406: António (1384-1415), duque de Brabante (1406), filho do segundo casamento da precedente;
- 1406-1415: Filipe (1389-1415), conde de Nevers e de Rethel, irmão do precedente;
- 1415-1464: Carlos I (1414-1464), conde de Nevers e de Rethel, filho do precedente;
- 1464-1491: João (1415-1491), conde de Nevers, conde de Étampes, condes de Eu e de Rethel, irmão do precedente;
- 1491-1500: Carlota, condessa de Rethel, (1472-1500), filha do precedente

casou em 1486 com João de Albret-Rethel († 1524), senhor de Orval, que se segue.

## Casa de Albret
- 1491-1500: João de Albret-Rethel († 1524), senhor de Orval, precedente;
- 1500-1504: Maria de Albret (1491 † 1549), condessa de Rethel, filha do precedente;

casou em 1504 com Carlos II de Nevers († 1521), conde de Nevers, que se segue.

## Casa de Cleves[2]
- 1504-1521: Carlos II († 1521), conde de Nevers,
- 1549-1561: Francisco I (1516-1561), duque de Nevers, conde de Rethel, filho do precedente;
- 1561-1562: François II (1540-1562), duque de Nevers, conde de Rethel, filho do precedente;
- 1561-1564: Jaime (1544-1562), duque de Nevers, conde de Rethel, irmão do precedente;
- 1564-1601: Henriqueta de Nevers (1542-1601), duquesa de Nevers, condessa e depois duquesa de Rethel, irmã do precedente;

casou em 1565 com Luís Gonzaga, Duque de Nevers (1539-1595).

## Casa de Gonzaga
- 1601-1637: Carlos III (1580-1637), duque de Rethel e de Nevers (Carlos III), príncipe de Arches (Carlos I), duque soberano de Mântua e de Monferrato (Carlos I), filho dos precedentes;
- 1619-1622: Francisco III (1606-1622), duque de Rethel (enquanto título de cortesia), filho do precedente;
- 1622-1631: Carlos III (1609-1631), duque de Rethel (enquanto título de cortesia) e de Mayenne (Carlos III), irmão do precedente;
- 1637-1659: Carlos IV (1629-1665), duque de Rethel, de Nevers (Carlos IV) e de Mayenne (Carlos), príncipe de Arches (Carlos II), duque de Mântua e de Monferrato (Carlos II), filho do precedente.

Carlos IV vende os ducados de Nevers e de Rethel a Mazarino em 1659.

## Ducado de Mazarin
- 1659-1661: Júlio Mazarin (1602-1661), cardeal, primeiro-ministro de Luís XIV;
- 1661-1699: Hortênsia Mancini, duquesa de Rethel e de Mayenne, sobrinha do precedente;
- 1699-1731: Paul-Jules de La Porte (1666-1731), duque de Mazarin, de Mayenne e de La Meilleraye, filho da precedente;
- 1731-1738: Paul de La Porte (1701-1738), duque de Mazarino, de Rethel, de Mayenne e de La Meilleraye, filho do precedente;
- 1738-1781: Luísa Joana de Durfort (1735-1781), duquesa de Mazarin, de Mayenne e de la Meilleraye, filha do precedente;
- 1781-1789: Luísa de Aumont (1759-1826), duquesa de Mazarin, de Mayenne e de la Meilleraye, filha da precedente

casou em 1771 com Honorato IV Grimaldi, Príncipe do Mónaco (1758-1819)